# Los Mochis
Los Mochis là thành phố ở bang Sinaloa, México.
Đây là một thành phố ven biển ở miền bắc Sinaloa, Mexico. Nó là thủ phủ của đô thị Ahome. Theo điều tra dân số năm 2005, dân số là 231.977, chiếm gần 60% dân số đô thị.
Los Mochis nơi có nhà ga cuối phía tây của đường sắt Chihuahua-Thái Bình Dương, hoặc ChePe, đi qua khu thắng cảnh Copper Canyon. Đường sắt này ban đầu được hình thành bởi Albert K. Owen và phê chuẩn bởi được Tổng thống Porfirio Díaz, là một tuyến đường thương mại nối kết các thị trường gia súc ở Kansas City với các cảng gần nhất trên Thái Bình Dương, Topolobampo.
Thành phố được phục vụ bởi sân bay quốc tế Federal del Valle del Fuerte
Ngày nay, vùng thủy lợi Bắc Thái Bình Dương (Pacifico Norte) ở vùng (Sinaloa-Sonora) trong đó các "Valle del Fuerte" là huyện lớn nhất và là khu vực nông nghiệp chính của Sinaloa, chiếm trên 70% các vùng đất được tưới tiêu và sản xuất mía đường, bông, gạo, hoa, và nhiều loại rau quả. Thung lũng này là một trong những nơi sản xuất lớn nhất của xoài ở Mexico. Thành phố được phục vụ bởi sân bay quốc tế Federal del Valle del Fuerte. Topolobampo gần đó cảng nước sâu tự nhiên lớn thứ hai trên thế giới, nổi tiếng với ngành ngư nghiệp và ngày càng đóng vai trò quan trọng trong vận chuyển.